# Mucart
Mucart este o companie producătoare de produse de papetărie din Cluj-Napoca.
Compania este atestată documentar din anul 1872 ca fiind prima fabrică de mucava din Transilvania.
Compania a fost preluată de omul de afaceri Ovidiu Turcu în iulie 2002, prin intermediul Dacia Service Cluj Feleac (DSCF).
Mucart a avut o cifră de afaceri de 1,2 milioane de euro în primele nouă luni din anul 2004.